# Winiary (gromada)
Winiary – dawna gromada, czyli najmniejsza jednostka podziału terytorialnego Polskiej Rzeczypospolitej Ludowej w latach 1954–1972.
Gromady, z gromadzkimi radami narodowymi (GRN) jako organami władzy najniższego stopnia na wsi, funkcjonowały od reformy reorganizującej administrację wiejską przeprowadzonej jesienią 1954 do momentu ich zniesienia z dniem 1 stycznia 1973, tym samym wypierając organizację gminną w latach 1954–1972.
Gromadę Winiary z siedzibą GRN w Winiarach (obecnie w granicach Kalisza) utworzono – jako jedną z 8759 gromad na obszarze Polski – w powiecie kaliskim w woj. poznańskim, na mocy uchwały nr 22/54 WRN w Poznaniu z dnia 5 października 1954. W skład jednostki weszły obszary dotychczasowych gromad Winiary, Rajsków i Nędzerzew ze zniesionej gminy Podgrodzie Kaliskie oraz obszary dotychczasowych gromad Tłokinia Kościelna i Zduny ze zniesionej gminy Opatówek w tymże powiecie. Dla gromady ustalono 15 członków gromadzkiej rady narodowej.
1 stycznia 1962 do gromady Winiary włączono obszar zniesionej gromady Pólko oraz miejscowości Majków i Majków-Kolonia ze zniesionej gromady Pawłówek w tymże powiecie; z gromady Winiary wyłączono natomiast miejscowości Tłokinia Kościelna, Tłokinia Poduchowna i Zduny, włączając je do gromady Opatówek tamże. Równocześnie siedzibę GRN przeniesiono z Winiar do Kalisza, pozostawiając nazwę gromady bez zmian.
31 grudnia 1963 z gromady Winiary wyłączono części obszarów wsi Majków i Majków-Kolonia, włączając je do miasta Kalisza w tymże województwie.
Gromada przetrwała do końca 1972 roku, czyli do kolejnej reformy gminnej.